# スモールアート協会
スモールアート協会（スモールアートきょうかい）は2010年12月大阪市此花区西九条で発足した非営利団体。
「誰もが参加できる展覧会」を目指し、「子どもからお年寄りまで」「素人からプロまで」「参加資格ナシ」 「ノー審査」「参加費用ナシ」というスタイルでボランティア運営されている。既成の美術団体の多くが金儲けのツールとしてアート展を企画する現状に一石を投じるため設立された。
展覧会の主旨は市民アートの拡大。アートを特別なものと捉えず、誰もが持つ「生きざま」すべてがアートであり、手作りで作ったものはすべて「唯一無二のその人、独自のアート」であるという観点からどのような作品も展示するという思想をもつオール市民参加型の展覧会を開催。
また、出展作家同士の交流会も毎回、展覧会の会期中におこない、ともすれば孤立しがちなアーティストに新たな刺激を与えたり、生きた情報交換の場としても重要な役割を荷っている。

## これまでの展覧会活動実績
- 2010年12月 第1回スモールアート展 大阪市此花区 あけだギャラリー
- 2011年03月 第2回スモールアート展 大阪市此花区 大阪市立クレオ大阪西
- 2011年06月 第3回スモールアート展 芦屋市岩園町 アートスペース高瀬舟
- 2011年08月 第4回スモールアート展 神戸市垂水区 小束山野外アートフェスタ
- 2011年08月 第5回スモールアート展 神戸市垂水区 小束山アートギャラリー
- 2011年12月 第6回スモールアート展 芦屋市岩園町 アートスペース高瀬舟
- 2012年03月 第7回スモールアート展 大阪市此花区 大阪市立クレオ大阪西
- 2012年06月 第8回スモールアート展 芦屋市岩園町 アートスペース高瀬舟
- 2012年09月 第9回スモールアート展 大阪天王寺区 大阪市立クレオ中央
- 2012年11月 第10回スモールアート展 大阪中央区 22ギャラリー
- 2012年12月 第11回スモールアート展 大阪市西区 大阪市立中央図書館1F
- 2013年01月 第12回スモールアート展 大阪市北区 森林局1Fギャラリー
- 2013年02月 第13回スモールアート展＆コンサートイベント 大阪市中央区 NHK大阪放送局1Fアトリウム
- 2013年03月 第14回スモールアート展 大阪市天王寺区 大阪市立クレオ中央
- 2013年07月 第15回スモールアート展 大阪市中央区 地下鉄心斎橋駅ギャラリーメトロ
- 2013年12月 第16回スモールアート展 大阪市西区  大阪市立中央図書館1F
- 2014年03月 第17回スモールアート展 大阪市北区 阪急梅田駅　構内ギャラリー
- 2014年08月 第18回スモールアート展 大阪市北区 森林局1Fギャラリー●
- 2014年11月 第19回スモールアート展 大阪市西区 大阪市立中央図書館1F
- 2015年03月 第20回スモールアート展 大阪市中央区 心斎橋駅ギャラリーメトロ
- 2015年05月 第21回スモールアート展 大阪市北区中津 ピアスギャラリー
- 2015年07月 第22回スモールアート展 大阪市北区 森林局1Fギャラリー
- 2015年10月 第23回スモールアート展 大阪市西区 大阪市立中央図書館1F